# Skierdzimy (okręg wileński)
Skierdzimy (lit. Skerdimai) − wieś na Litwie, zamieszkana przez 29 ludzi, w gminie rejonowej Soleczniki, 5 km na północ od Sałek Wielkich.